# Bravely Default
Bravely Default, uscito inizialmente in Giappone come Bravely Default: Flying Fairy (ブレイブリーデフォルト?, Bureiburi Deforuto), è un videogioco di ruolo prodotto dalla Square Enix per il Nintendo 3DS nel 2012. Il design dei personaggi è stata opera di Akihiko Yoshida gioco ed è stato sviluppato da Silicon Studio, meglio noto per giochi adventure come 3D Dot Game Heroes.
È considerato il successore spirituale di Final Fantasy: The 4 Heroes of Light. Bravely Default: For The Sequel, la versione aggiornata del gioco originale su cui la versione di gioco europea e americana è basata, è stata distribuita il 5 dicembre 2013 in Giappone.
La serie ha anche un gioco free-to-play, Bravely Default: Praying Brage, e un sequel, Bravely Second: End Layer. Un altro gioco chiamato Bravely Archive è stato pubblicato per i cellulari in Giappone nel gennaio 2015.
Una versione rimasterizzata intitolata Bravely Default Flying Fairy HD Remaster è stata pubblicata tra i giochi di lancio del Nintendo Switch 2.

## Trama
Luxendarc,
una terra pacifica e armoniosa, è governata da quattro forze
elementali cui potere è racchiuso all'interno di grandi cristalli
degli elementi. Quando la vestale del vento trova il suo cristallo
consumato da un'energia oscura, un giovane uomo di nome Tiz Arrior
viene travolto da un terremoto che devasterà la sua terra – il
villaggio di Norende – creando una grande voragine, dove il
fratellino del giovane precipiterà. I quattro cristalli smettono di
risplendere e in questo modo il vento smette di soffiare, il mare si
imputridisce, la terra trema senza sosta e i vulcani eruttano.
Intanto
a Caldisla – città vicino a Norende – sbarca un uomo senza
memoria e da Eternia, terra ove la religione dei cristalli è ormai
stata abolita, parte la figlia del Gran Maresciallo, incaricata dal
maestro di scherma di trovare la vestale del vento.
Intro - Sul dirupo del dolore
Una
settimana dopo gli eventi che hanno portato alla distruzione Norende,
Tiz si risveglia a Caldisla, dove conoscerà subito Owen, il Capitano
delle Guardie Reali. Nonostante le parole del re – che lo invita a
restare in città – riferite dall'uomo, Tiz desidera guardare con i
suoi stessi occhi ciò che rimane della sua casa, sperando inoltre di
trovare altri sopravvissuti. Ma una volta arrivato, Tiz incontrerà
la Vestale del Cristallo del Vento, Agnés Oblige, che lo informerà
di essere l'unico sopravvissuto. Tiz verrà informato da Agnés che
lei e la fatina dei cristalli Airy sono in viaggio per liberare il
Cristallo del Vento dall'oscurità, nonostante le due siano braccate
dai Cavalieri del Cielo di Eternia, che stanno terrorizzando
Caldisla.
Subito
dopo, i tre vengono attaccati dalla maga bianca Holly White, dal
monaco Barras Lehr e dai loro sottoposti. Sconfitti i
nemici, la vestale e i suoi compagni improvvisati torneranno alla
città, dove i soldati vagano alla ricerca di Agnés. La giovane
decide di consegnarsi per evitare dolore alla popolazione ma arrivata
al luogo d'incontro con i nemici e scoperte le loro vere intenzioni,
accetterà volentieri l'aiuto di Tiz e con lui sconfiggerà i
guerrieri di Eternia. Quella stessa notte, però, il mago nero Ominas
Crowe incendia una casa, intimando agli abitanti di consegnare la
vestale e scatenando l'ira di Edea Lee, figlia del Gran Maresciallo
delle forze di Eternia.
La mattina dopo Tiz ed Agnés incontrano Ringabel, un
giovane uomo senza memoria, che si unirà al loro gruppo. Dopo poco,
però, si aggiungerà al gruppo anche Edea, che non tollerà più le
azioni del mago nero. In seguito alle iniziale discussioni tra le due
donne del gruppo, il party collaborerà per vendicare la morte di
Owen per mano di Argent Heinkel, cavaliere che ha rapito il re di
Caldisla. Sconfitto anche lui, il party – completamente formato –
procederà verso Ancheim per risvegliare il cristallo del vento.
Capitolo 1 - Trucchi per cani
Arrivati ad Ancheim, Agnés e il suo gruppo
s'imbattono nel re della città Eloch Quentis Khamer VIII, che
chiederà ai suoi cittadini di lavorare ancora più duramente per
fare in modo che la città vada avanti anche senza il vento che prima
la sosteneva. Dopo aver ascoltato Khamer, il gruppo si recherà al
Tempio del Vento. Una volta qui e rendendosi conto che ormai il Tempio è
abitato da mostri, Agnés troverà l'abito da cerimonia delle vestali
che, però, è ridotto a brandelli. Il party deciderà così di
recarsi dal Saggio Yulyana, nella regione Yulyana, alla ricerca di
aiuto. Agnés si dirigerà alla Grotta della Veste dove sconfiggerà
il drago guardiano ed otterrà il filo iridescente, necessario per la
riparazione della tunica. Dopo aver passato un'altra notte alla casa
del saggio, Tiz ascolterà Agnés parlare di Olivia, la vestale
dell'acqua. Il giorno dopo il party tornerà al tempio con il vestito
riparato e s'imbatterà nel Portatore di Sventura, Orthros.
Dopo la sconfitta del mostro, Airy spiegherà le
regole per il rito del risveglio e avvertirà gli altri di non
interferire. Agnés procederà con il rituale e Ringabel sembrerà
ricordare qualcosa di relativo alla luce dei cristalli, anche se Airy
rivelerà subito dopo che mancano ancora tre templi da visitare.
Tornati in città, troveranno il re Khamer fare un discorso ove
incita la popolazione ad abbandonare l'Ortodossia dei Cristalli,
rivoltandosi anche ad Agnés stessa. Comunque, anche se con l'aiuto
di Tiz, Agnés farà un discorso riguardo al destino del mondo e dei
cristalli e, mostrando le Catene della Tempesta appartenute ad
Orthros, finalmente il vento ricomincerà a soffiare.
Agnés, toccata dalla preghiere del popolo,
prometterà di tornare dopo aver incontrato le altre vestali. Il
gruppo deciderà di partire per Florem ma sulla loro aeronave
verranno attaccati da Alternis Dim del Consiglio dei Sei, che
cercherà di far rinsavire Edea, convinto che la vestale l'abbia
manipolata. Incapace di convincerla, il cavaliere nero distruggerà
l'aviolite che fa volare l'Eschalot. Il party sarà così costretto
ad attraversa la foresta piena di miasma per arrivare a Florem.
Prima di partire, però, si potranno fare delle
missioni secondarie da cui si otterranno gli “asterischi” del
Mercante, dello Schermidore di Incanti, del Ladro e del Cronomago.
Capitolo 2 - Sotto un cielo turchese
Alternis riporterà il tradimento di Edea al Consiglio dei Sei, per poi chiedere ad Einheria Venus della Legione della Rosa Insanguinata di aiutarlo per salvare Edea prima che si possa scontrare con l'Arcanista Victoria F. Stein e il Maestro Spiritico Victor S. Court.
Intanto il party si reca a Florem, anche se la città si è trasformata da un modesto luogo dedicato alla natura ad un posto superficiale e basato sulla bellezza. Agnés incontrerà la Matriarca che riferirà loro della scomparsa di Olivia Oblige, vestale dell'acqua, che prima di scappare inseguita dalle forze di Eternia è riuscita a lanciare una protezione sul cristallo, creando così una barriera che solo Olivia potrà distruggere.
Ringabel suggerirà ad Agnés di partecipare al
47ettesimo festival annuale del sacro fiore. Non avendo abiti adatti, la vestale raggiungerà nuovamente il Saggio che le proporrà il Bravo Bikini, ovvero un costume molto poco coprente. Tiz proporrà allora che Agnés indossi la tunica da vestale, così da poter trasmettere meglio il messaggio ad Olivia. Al festival la giovane verrà fischiata e vincerà proprio l'Arcanista Victoria che eliminerà le altre concorrenti. Poco tempo dopo, Agnés riceverà un messaggio dall'amica d'infanzia. Raggiunto il luogo nascosto dove Olivia è nascosta, il gruppo verrà raggiunto da Victor e Victoria che uccideranno proprio la vestale dell'acqua davanti agli occhi dell'impotente Agnés. Il party scoprirà inoltre che la vestale incaricata di proteggere il cristallo del fuoco è morta e con questa sconcertante notizia il gruppo verrà costretto ad uno scontro con i due nemici. Nonostante l'evidente superiorità delle forze di Eternia, Victoria cadrà in preda ad una crisi e i due si
ritireranno.
Infine Agnés si recherà al Tempio dell'Acqua,
sconfiggendo anche Rusalka e purificando quindi il cristallo. Infine
il gruppo deciderà di recarsi ad Eisenberg ma prima di partire il
party scoprirà che Edea è la figlia del leader delle forze di
Eternia.
Prima di partire si potranno fare altre missioni secondarie da cui si otterrano gli "asterischi" della Valchiria, dell'Evocatrice, della Ranger e del Mago Rosso.
Capitolo 3 - Persone care
Sulla via per Eisenberg, il party incontrerà la nave gigante
Grandship, dove conoscerrano un uomo di nome Zatz Mightee.
Scopriranno che la città è dilaniata da una guerra civile tra gli
Spadaccini e gli Scudieri, dove i primi sono aiutati dalle Lame Nere
di Eternia. Guidati da Datz Strongberry, amico di Zatz, il gruppo
deciderà di incontrare il comande degli Scudieri per trovare una via
per il Tempio del Fuoco. Tuttavia il gruppo è intercettato dal
Maestro di Spada Nobutsuna Kamiizumi, il maestro di Edea e il
comandante delle Lame Nere!
Dopo una discussione, Kamiizumi se ne andrà rivelando che non avrà
nessuna pietà nei confronti dell'allieva. Il gruppo incontrerà
Daniel Goodman, comandante degli Scudieri, che offrirà il suo aiuto
per la ricerca di una via per il Tempio. Passando una notte alla casa
di Daniel, Tiz convincerà Agnés ad aiutare gli Scudieri.
Dopo aver trovato la cura al veleno
dell'Alchimista Qada, il gruppo si recherà alla miniera di mythril
per salvare alcuni ragazzini. È qui che incontrano Egil, incaricato
senza saperlo dalla morta vestale del fuoco di aiutare il party, in
cui Tiz rivede suo fratello Til.
Una volta giunti al Tempio e sconfitto Chaugmar,
Agnés risveglierà il cristallo. Aiutati gli Scudieri, il party
porterà Egil a Caldisla, cercando di aiutare il locandiere Karl,
afflitto dalla morte di Owen.
Con un solo cristallo rimasto, al gruppo non resta
che trovare un modo per superare le alte montagne di Eternia. È solo
grazie a Ringabel che il party scoprirà che Grandship, in realtà,
non è altro che una aeronave! Salvata la città che stava per
affondare, i quattro eroi partono per Eternia. Intanto il Gran
Maresciallo ordina di richiamare tutte le forze militari per
combattere la vestale del vento.
Prima di partire si potranno fare alcune missioni secondarie da cui si otterranno gli "asterischi" dell'Alchimista, del Pirata, dell'Artista e del Maestro di Spada.
Capitolo 4 - Nero e bianco
Dopo essere arrivati ad Eternia, Edea scoprirà che
sua madre – Mahzer Lee – è alla Torre di Cura Centrale. Dopo
averla visitata, la ragazza rivelerà che ad Eternia la magia bianca
è potenziata con l'energia del cristallo della terra ed è proprio
per questo che le cure sono così efficaci. Tuttavia risvegliando il
cristallo, la cura diventerebbe improvvisamente insufficiente.
Arrivati alla porta del Commando centrale di Eternia verranno
attaccati da Victor e Victoria ma, ancora una volta, l'Arcanista avrà
una crisi. Seguendo Victor in una stanza, il party scoprirà che
Victoria soffre di una malattia incurabile per cui tutti l'avevano
abbandonata, mentre il Gran Maresciallo l'aveva salvata dalla strada
e l'aveva affidata alle cure del padre di Victor. Una volta uscita
dal coma, i due moriranno tentando di uccidere i protagonisti. Quando
tutto sembra procedere per il meglio i quattro sono attaccati da
Lester DeRosso, il precedente leader del Consiglio dei Sei.
Edea si risveglierà sola nella sua stanza e avrà
una discussione con il padre, da cui uscirà frustrata ed infuriata.
Deciderà quindi di usare un passaggio segreto nella sua stanza per
raggiungere le segrete e liberare quindi i suoi compagni. Il Saggio –
che rivelerà di essere il membro fondatore del Consiglio dei Sei –
aiuterà loro nella fuga, avvertendoli che il mondo non è solo
bianco e nero come credono. Il gruppo si scontrerà infine contro
Braev Lee e una volta sconfitto verrà raggiunto dal lord DeRosso e
da Mahzer. Il party raggiungerà così il Tempio della Terra e
sconfiggerà Gigas Lich, per poi risvegliare il cristallo. Fatto ciò
Airy spiegherà che l'unica cosa rimasta è trovare il Pilastro Sacro
dove lei potrà assorbire la Luce Primordiale e quindi risanare le
ferite del mondo.
Mentre Airy fa ciò, però, il gruppo viene attaccato
da Alternis. Finita la battaglia, la maschera del cavaliere nero si
romperà, rivelando un volto uguale a quello di Ringabel. Scoprendo
inoltre un Diario di D identico nelle mani di Alternis, il gruppo
raggiunge Airy con molti dubbi in testa.
Capitolo 5 - Scenari passati
Tiz si risveglia nella locanda di Caldisla e ascolta
una conversazione che parla dei Cavalieri del Cielo che stanno per
attaccare la città. Pensando che tutto sia un sogno, Tiz incontra
gli altri tre e scoprono che Owen è ancora vivo. Il gruppo decide di
risvegliare i cristalli nuovamente, scoprendo che i mostri sono
ancora più potenti. Incontrano anche il Saggio che rivelerà loro
che sono originari di un altro mondo. L'anziano pregherà Agnés di
recarsi con il compagno più fidato nel luogo dove avevano sconfitto
il drago per il filo iridescenti. Scegliendo Tiz, i due
raggiungeranno il Saggio che spiegherà loro che lui e lord DeRosso
sono nemici immortali che hanno lottato per anni per poi riunirsi
sotto le parole di un angelo morente molto simile ad Agnés stessa. I
due scopriranno quindi che dietro al risveglio dei Cristalli si
nasconde qualcosa di oscuro, tuttavia sembrerà loro che il Saggio
stia nascondendo qualcosa. Tornati indietro e risvegliati gli altri
cristalli, il party combatterà nuovamente con Alternis che rivelerà
di dover distruggere colei che porterà alla rovina il mondo: Airy!
Edea cercherà di ragionare con Alternis ma il
cavaliere nero l'attaccherà rendendosi conto che non è l'Edea che lui
conosce. Una volta morto, Ringabel ricorderà tutto e il party verrà
stordito dalla luce del Pilastro Sacro.
Capitolo 6\8 - Mondi di Eco: vita, morte e rinascita.
Trovandosi nuovamente a Caldisla, il gruppo noterà
alcune differenze dagli altri mondi. Qui, infatti, l'unico
sopravvissuto di Norende è Til. Mentre Agnés suggerisce di
riprendere la missione, Ringabel pensa continuamente alle parole di
Alternis. Incontrando Tiz in privato, l'uomo spiegherà che crede di
essere una versione di un altro mondo di Alternis. Inoltre spiegherà
di come il disegno sulle ali di Airy sia passato da un “6” ad un
“5” cambiando mondo. Ringabel rivelerà che il motivo sulle ali
della fata è un conto alla rovescia che indica quanti cristalli
mancano prima della morte dei quattro. Infine il ragazzo chiederà a
Tiz di rivelare tutto ciò alla vestale del vento.
Andando nuovamente dal Saggio ed incontrandolo alla
fine della Grotta della Veste, Tiz spiegherà ad Agnés ciò che
pensa. Rendendosi conto che il compagno crede davvero che Airy sia il
nemico, Agnés sembra accettare tutto ciò. Il Saggio dirà loro
che, comunque, la distruzione del cristallo non sarà eterna e che in
molti secoli questo si riformerà completamente. Il gruppo deciderà
comunque di risvegliare i cristalli e di cercare di terminare
quell'infinito circolo di risvegli.
Falso Finale - La menzogna di Airy
Se Agnés cercherà di distruggere l'ultimo
cristallo, Airy rivelerà la sua vera natura e combatterà contro il
party uccidendo tutti e quattro. Tuttavia verranno risvegliati
dall'Angelo che esorterà loro ad essere i “guerrieri della luce”
e che indicherà loro la via per raggiungere Airy.
Una volta giunti davanti al mostro, il party lo
sconfiggerà. Nonostante la parole di Airy che affermerà che prima o
poi il suo signore porterà comunque la rovina, tutto sembra andare
bene.
Nel filmato finale Agnés deciderà di far rinascere
l'Ortodossia, Edea raggiungerà Eternia e giurerà di realizzare i
sogni del padre, Tiz tornerà a Caldisla e verrà accolto con un
banchetto mentre Ringabel, ormai tornato ad essere Alternis,
raggiungerà il ponte della Grandship e ci lascerà un fiore, come
per onorare il luogo dove l'Edea del suo mondo era stata uccisa.
Vero Finale - Bravely Default
Se Agnés non distruggerà il cristallo, il
gruppo si scontrerà con Airy. Dopo aver cambiato due volte forma, la
fatina si nasconderà e chiederà al suo signore una nuova forma.
Raggiunta e sconfitta ancora una volta, Uroboro la divorerà e
si scontrerà contro il party. Inizialmente invincibile, grazie al
sacrificio di DeRosso il gruppo riuscirà ad attaccare, anche se solo
grazie alla parole dei loro stessi degli altri mondi raggiungeranno
l'agognata vittoria.
Negli ultimi istanti di gioco, Agnés deciderà di ricostruire
l'Ortodossia e partirà con le vestaline, Edea prometterà di
realizzare i sogni del padre e verrà raggiunta dai genitori e da
Alternis, Ringabel correrà incontro ad un altro party in un mondo
parallelo per proteggere Edea e identificandosi come il cavaliere
nero Alternis Dim e, infine, Tiz camminerà a Caldisla con Egil.
Lasciato solo il ragazzino, raggiungerà il cimitero e qui lascerà
andare via l'anima dell'Ancestrale (una specie di divinità
contrapposta ad Uroboro), cadendo in coma. In lontananza, intanto, le
ragazza ed Egil si recano alla locanda parlando del banchetto.
Nonostante il filmato mostri Ringabel in un altro mondo, secondo
il Diario di D è ritornato indietro per il banchetto.
Finale Segreto - Bravely Second
Tiz si risveglierà in una capsula (probabilmente quella dove
curavano Victoria) con alcuni medici che controllano la sua salute.
Poco dopo le luci si spengono e una giovane donna combatte contro i
presenti, dimostrando grandi capacità. In seguito aiuterà Tiz ad
uscire dalla capsula, presentandosi come Magnolia Arch (una delle
protagoniste di Bravely Second).

## Modalità di gioco
Il gioco sfrutta un sistema di combattimento a turni e con combo multi-hit. Usa inoltre un sistema di classi (job) come in altri Final Fantasy (III, V, The 4 Heroes of Light). Ha un solo slot di salvataggio (che aumenteranno in tre slot), elemento dovuto, secondo il produttore Tomoya Asano, alle funzioni Wireless. Il gioco farà largo uso del doppiaggio, sia nella storia, sia nelle battaglie. Asano ha inoltre detto che il gioco presenterà dei finali alternativi. Inoltre, grazie al Member's Site ufficiale, i giocatori potranno creare una comunità, sbloccare obiettivi (cosa altrimenti impossibile per il 3DS) e completare quests create dai produttori rivolte a tutti gli utenti.
Il sistema adottato dalla Square Enix per i job consiste nell'ottenere degli asterischi, speciali oggetti tenuti dai vari boss del gioco. Essi conferiscono una determinata classe ad uno o più dei vari personaggi giocabili, cambiando i loro valori individuali e quelli dell'equipaggiamento scelto. Ogni classe conferisce un'abilità che può essere magica, che non conferisce potenziamenti attivi tramite livello ma tramite pergamene o incantesimi, o tecnica, che conferisce potenziamenti attivi tramite livello. 
Le classi ottenibili sono le seguenti:
- Tuttofare: è la classe iniziale di tutti e quattro i protagonisti. È una classe molto bilanciata e le abilità sono soprattutto passive e di supporto. In singolo non è una classe molto utile ma può esserlo se ben abbinata. I vestiti identificativi sono i capi d'abbigliamento originali dei personaggi stessi.
- Monaco: il monaco è specializzato nel combattimento corpo-a-corpo con armi chiamate “nocche”. L'attacco e gli HP del monaco sono le sue statistiche migliori. L'asterisco si ottiene combattendo e vincendo contro Barras Lehr. I vestiti che identificano questa classe sono ispirati al monaco Barras per gli uomini mentre per le ragazze si basano sulle uniformi tradizionali dell'arte marziale gi.
- Maga bianca: classe basata soprattutto su abilità di supporto e di cura, si ottiene combattendo contro Holly 	White. I capi d'abbigliamento femminili sono basati su quelli di Holly, mentre i capi maschili sono tuniche bianche.
- Mago nero: classe magica basata sulla magia nera, si ottiene combattendo contro Ominas Crowe. I vestiti maschili sono basati su quelli di Ominas, quelli femminili assomigliano ad un costume da streghetta.
- Cavaliere: classe con altissima difesa e con una predilezione per le armi, si ottiene battendo Argent Heinkel. Costituita da una vera e propria armatura – con annessa gonna per le ragazze – è utile per aumentare le difese e proteggere gli 	alleati.
- Ladro: classe veloce ma non troppo potente, si basa soprattutto sul poter rubare gli oggetti. Si ottiene battendo Jackal, da cui derivano poi gli abiti per i ragazzi che utilizzano questa classe.
- Mercante: classe non particolarmente potente, si ottiene sconfiggendo Chariman Profiteur. I vestiti sono alquanto sgargianti e sembrano di ottima fattura.
- Cronomago: stregone che manipola il tempo e lo spazio per fornire supporto agli alleati. Si ottiene dal re Khamer e da lui derivano sia i vestiti per i ragazzi che per le ragazze.
- Schermidore di incanti: infonde status e magia nera alla sua spada e con essa infligge potenti attacchi. Si ottiene da Ciggma Khint, da cui derivano gli abiti per i ragazzi. I vestiti femminili sembrano quelli di una danzatrice del ventre.
- Ranger: veloce combattente delle foreste che applica la velocità e la precisione ai suoi tiri. Ha particolari abilità che possono fare più danno se inflitte ad una determinata classe di nemici. I vestiti sono ispirati ad Artemia Venus, detentrice dell'asterisco.
- Evocatrice: potente attaccante magico che compensa il costo elevato delle sue magie con evocazioni dalla potenza devastante. Il requisito per avere tutte le evocazioni è quello di sopravvivere all'attacco dell'evocazione di turno. Gli abiti sono ispirati a quelli di Mephilia Venus, detentrice dell'asterisco.
- Valchiria: combattente dei cieli che onora le sue lance con la potenza della luce. Si basa soprattutto su attacchi BP e si ottiene da Einheria Venus, da cui derivano i vestiti della classe.
- Mago rosso: mago sia nero che bianco che può utilizzare magie fino ad un mediocre livello 4. Ha particolari abilità che permettono di recuperare BP schivando o ricevendo attacchi. Si ottiene da Fiore DeRosa. I vestiti sembrano adatti per il tango.
- Alchimista: curatore, attaccante e buffer esperto che può svolgere qualsiasi ruolo all'interno del party. Si basa soprattutto sul mescolare oggetti per aumentare gli effetti curativi e\o offensivi. Si ottiene da Qada.
- Ninja: classe veloce e basata sulle schivate, si ottiene sconfiggendo Konoe Kikyo. I vestiti che identificano questa classe sono i tradizionali abiti da ninja (mentre le ragazze indossano dei kimono).
- Artista: buffer che aiuta gli alleati con potenziamenti e abilità aggiuntive. Basato sui vestiti di Praline, utilissimo per far recuperare BP.
- Pirata: potente attaccante d'ascia che sopraffare i nemici con la sua potenza devastante. Si ottiene da Barbarossa da cui derivano i vestiti.
- Maestro d'armi: attaccante formidabile e nemico invincibile che contrattacca senza pietà chiunque lo intralci. Con poche mosse e abilità può contrattaccare ogni volta che riceve un attacco (sia magico che fisico). L'asterisco apparteneva al maestro Kamiizumi, mentore di Edea.
- Arcanista: classe avanzata del mago nero che potenzia la magia nera con i rituali. Pericolosa classe capace di provocare la morte, soprattutto nelle mani di Victoria, detentrice dell'asterisco!
- Maestro spiritico: classe avanzata del mago bianco che potenzia la magia bianca con i suoi esperimenti. Utilissimo per assorbire e\o per annullare gli attacchi basati sugli elementi. Ottenibile dopo la sconfitta di Victor.
- Templare: guerriero sacro che sfrutta i sigilli magici per potenziare i suoi attacchi. Utile il suo “Baluardo” che protegge gli alleati per un attacco. Ottenibile dopo la sconfitta del Gran Maresciallo Braev Lee.
- Vampiro: assorbe statistiche e abilità mentre attacca e quando viene attaccato. Si ottiene dopo aver completato una missione secondaria che consiste nel cercare le pietre protette da diversi draghi per entrare all'interno del palazzo di Lester DeRosso, detentore dell'asterisco.
- Cavaliere nero: guerriero oscuro che sacrifica i suoi punti vita per elaborare strategie delle tenebre. Potentissima classe affidata ad Alternis Dim, diventa una macchina da guerra una volta combinata con il Monaco.
- Invocatore: classe complementare dell'evocatore che sfrutta le evocazioni per aumentare le sue statistiche base. Ottenibile dopo la sconfitta del Saggio Yulyana.

### Sistema brave/default
L'innovativo sistema di combattimento adottato in bravely default prevede l'uso del brave (più attacchi consecutivi) e del default (difesa). 
Ogni personaggio all'inizio di una battaglia ha un indicatore con uno zero contrassegnatogli che indica il numero di Punti Brave (PB) a disposizione. 
Un attacco, un'abilità, un oggetto o la fuga prevedono l'uso di un PB. All'inizio di un turno ogni personaggio guadagna un PB; il massimo di punti brave è 3 (4 per la classe del templare). 
Il default permette di rinunciare all'attacco per ridurre i danni subiti e non spreca PB quindi all'inizio del prossimo turno, in caso venga usato default, il personaggio avrà un PB in più. 
Cliccando il brave (massimo 3 volte) si aggiungerà un'azione disponibile a quella di base, per esempio: Tiz resta un turno in default e guadagna un PB così che il suo indicatore salga da 0 a 1. 
Nel turno successivo usa il brave una volta in modo da guadagnare un attacco in più per poi attaccare con la sua spada.
Però è importante ricordare che se l'indicatore segnerà un numero sotto lo zero bisognerà attendere un certo numero di turni per poter agire di nuovo.

## Personaggi principali
Tiz Arrior: giovane uomo di 19 anni (sedicenne
nel gioco originale), è l'unico sopravvissuto dopo il disastro di
Norende. Intraprende il viaggio per il risveglio dei cristalli dopo
aver conosciuto Agnés. È il personaggio più equilibrato del party,
con il maggior ammontare di HP. Adatto, quindi, per classi come il
Monaco visto che tende ad avere un numero di MP abbastanza basso.
Agnés Oblige: ragazza di 20 anni (diciassettenne
nel gioco originale), è la vestale del vento. Incontra Tiz e con lui
inizia il viaggio per il risveglio dei cristalli, guidata dalla
fatina Airy. In seguito al gruppo si uniscono anche Edea e Ringabel e
con loro giungerà alla fine dell'avventura. Unica vestale rimasta,
risveglierà i cristalli e proteggerà il mondo. Adatta soprattutto
per la classi magiche – Mago Nero, Mago Bianco e Mago Spiritico –
è debole in attacco e in difesa.
Edea Lee: ragazza diciottenne (quindicenne nella
versione originale), è la figlia del Gran Maresciallo di Eternia ed
inizialmente è incaricata di catturare Agnés. In seguito si unirà
al party trovandosi in disaccordo con le azioni dei Cavalieri del
Cielo. Ha un forte senso di giustizia e vede tutto come “bianco”
o “nero”. Ha la migliore difesa e il miglior attacco, ma è
piuttosto lenta. I suoi HP sono in collegamento con quelli di
Ringabel. Adatta per le classi come il Monaco, il Cavaliere e il
Templare.
Ringabel: apparentemente ventunenne (diciottenne nel
gioco originale), è un ragazzo senza memoria e dongiovanni, che si
fa guidare dal misterioso Diario di D che sembra capace di prevedere
il futuro. Per la maggior parte della storia il party è guidato
dalle considerazioni di questo Diario ma solo alla fine si scopre da
chi deriva davvero. Ringabel è, infatti, l'Alternis Dim di un altro
mondo che, seguendo Airy, ha perso la memoria ma che ha mantenuto
intatti i suoi sentimenti per Edea. Ha grande destrezza e agilità,
ed è perfetto come Ladro o Ninja.
Airy: fatina dei cristalli che guida Agnés nel suo
viaggio, si scoprirà in seguito essere un emissario del nemico e
come tale è incaricata di collegare i mondi ed uccidere i quattro
protagonisti al termine di ogni “giro”. Se il suo piano verrà
ultimato, verrà comunque sconfitta dal gruppo e poi uccisa dal suo
padrone. Ha una sorella che si scoprirà essere la fata che introduce
il gioco all'inizio.

## Sviluppo
Naotaka Hayashi, lo sceneggiatore di Bravely Default, già sviluppatore di Steins;Gate, ha creato personaggi e trama del gioco. Il produttore del gioco, Tomoya Asano stava cercando di creare un gioco con personaggi interessanti e una trama (oltre che il mondo) sorprendente, dopo aver incontrato il CEO di 5pb (l'azienda per cui lavora Hayashi) ha chiesto dunque una collaborazione. Durante lo sviluppo, Asano ha chiesto ad Hayashi di aumentare l'età dei personaggi e di assicurarsi che tutti i personaggi fossero interessanti e dotati di carisma, sia i buoni che gli antagonisti. Hayashi ha spiegato in un'intervista che il titolo Bravely Default vuol dire "avere il coraggio di rinunciare a promesse e responsabilità fatte e assunte".
Oltre al gioco singolo, Bravely Default ha una Collector's edition, venduta attraverso lo store online della Square Enix che include un poster, colonna sonora, illustrazioni e una custodia per 3DS.

## Accoglienza
Gli intermezzi del gioco mostrati nel Nintendo Direct di giugno 2012 per il mercato giapponese sono stati elogiati da Destructoid. IGN lo ha definito come uno dei giochi per cui vale la pena possedere un Nintendo 3DS, oltre a "uno dei giochi più belli e visualmente creativi mai visti per ora su questa console". Il gioco ha inoltre vinto il 23 settembre 2012 il premio Future Award presso i Japanese Game Awards.

## Seguiti
Jump, una rivista nipponica, ha rivelato che Bravely Default avrebbe ricevuto un seguito che prende il nome di Bravely Second, che è ambientato nello stesso mondo del predecessore e contiene nuovi personaggi.. È stato inoltre confermata l'uscita localizzata in Europa e in America del gioco nel 2016.
Nel 2019, è stato inoltre annunciato un altro seguito per Nintendo Switch, intitolato Bravely Default II.
Il gioco è uscito nel febbraio 2021 e vede dei protagonisti completamente nuovi.